# Veterná Poruba
Veterná Poruba é um município da Eslováquia, situado no distrito de Liptovský Mikuláš, na região de Žilina. Tem 4,73 km² de área e sua população em 2018 foi estimada em 380 habitantes.

## Demografia
| Ano:        | 1994 | 2004   | 2014   | 2024   |
| ----------- | ---- | ------ | ------ | ------ |
| Broj ljudi: | 360  | 350    | 372    | 362    |
| Razlika:    |      | -2,77% | +6,28% | -2,68% |

| Ano:               | 2023 | 2024   |
| ------------------ | ---- | ------ |
| Número de pessoas: | 370  | 362    |
| Diferença:         |      | -2,16% |